# Wasilij Starczenko
Wasilij Fiodorowicz Starczenko (ros. Васи́лий Фёдорович Ста́рченко, ukr. Васи́ль Фе́дорович Ста́рченко, ur. 20 marca 1904 we wsi Temriuk w Obwodzie Wojska Dońskiego, zm. 17 lipca 1948 w Kijowie) – agrochemik Ukraińskiej SRR, polityk, wicepremier Ukraińskiej SRR (1938-1948).
W latach 1918–1923 uczył się w zawodowej szkole rolniczej w Wierchniednieprowsku, a między 1923-1925 w technikum rolniczym, w latach 1925-1929 studiował w Kijowskim Instytucie Rolniczym, w latach 1929-1932 był aspirantem i pracownikiem naukowym Wszechzwiązkowego Instytutu Naukowo-Badawczego Przemysłu Cukierniczego. Od 1928 członek WKP(b), w latach 1932-1934 agronom w truście. W latach 1934–1938 dyrektor stacji naukowej w obwodzie kijowskim, w 1938 przewodniczący Komitetu Wykonawczego Kijowskiej Rady Obwodowej, od 18 czerwca 1938 do 13 maja 1940 zastępca członka KC KP(b)U. Od grudnia 1938 do śmierci zastępca przewodniczącego Rady Komisarzy Ludowych/Rady Ministrów Ukraińskiej SRR, od 21 marca 1939 do śmierci zastępca członka KC WKP(b), od 17 maja 1940 członek KC KP(b)U, od 2 października 1942 do 29 czerwca 1943 członek nielegalnego KC KP(b)U, od 12 lutego 1945 członek korespondent Akademii Nauk Ukraińskiej SRR (agrochemia). Deputowany do Rady Najwyższej ZSRR 1 i 2 kadencji.

## Odznaczenia
- Order Lenina (dwukrotnie, I raz - 7 lutego 1939)
- Order Czerwonego Sztandaru
- Order Bohdana Chmielnickiego I klasy
- Order Wojny Ojczyźnianej I klasy (1945)